# Инок против Бесобоя
«И́нок про́тив Бесобо́я» — комикс-кроссовер, который выпускался российским издательством Bubble Comics с декабря 2013 по февраль 2014 года. Является первым событием-кроссовером во вселенной комиксов Bubble и объединяет события комиксов «Бесобой» и «Инок». Включает в себя три выпуска, собственно, «Инока против Бесобоя», а также выпуски серий «Бесобой» и «Инок» с пятнадцатого по семнадцатый номера. Авторами сценария стали Артём Габрелянов, Евгений Федотов и Наталия Девова, позднее ставшая известной как автор «Экслибриума» и «Союзников», других комиксов Bubble.
Действие комикса разворачивается в Москве. Когда Андрей Радов, главный герой серии «Инок», возвращается в своё время после путешествий во времени, чернокнижник Магистр убеждает его, что в смерти его деда виновен Бесобой, протагонист одноимённой серии. Цель Магистра — стравить между собой двух героев; он заключил договор с одним из полководцев Ада, чтобы с помощью Инока убить Бесобоя, и получить за это у демонов очень редкую и старинную книгу «Молот ведьм», в которой заточён камень силы. До появления кроссовера в выходящих на тот момент комиксах Bubble были лишь намёки, что все комиксы разворачиваются в одной и той же вселенной.
Комикс в целом получил умеренно-положительные отзывы. Был хорошо встречен художественный стиль и экшен, но в плане оценки сюжета мнения разделились: одни рецензенты сочли его сумбурным, другие — в целом логичным и приемлемо прописанным. Несмотря на это критики сошлись во мнении, что на момент выхода кроссовера проработанность сюжетов в комиксах Bubble стала постепенно улучшаться. Журналисты отмечали, что по атмосфере кроссовер гораздо ближе к «Бесобою», нежели к «Иноку», из-за чего комикс может не удовлетворить ожидания поклонников последней серии, «Бесобоя» не читавших.

## Сюжет
- Часть 1 (Бесобой №15)
- Часть 2 (Инок №15)
- Часть 3 (Инок против Бесобоя №1)
- Часть 4 (Бесобой №16)
- Часть 5 (Инок №16)
- Часть 6 (Инок против Бесобоя №2)
- Часть 7 (Бесобой №17)
- Часть 8 (Инок №17)
- Часть 9 (Инок против Бесобоя №3)

Кто-то, выдающий себя за Данилу Бесобоя (которым оказывается подчинённый чернокнижника Магистра по имени Булат Гаджиев), совершает массовые убийства в церквях. Сам Бесобой тем временем узнаёт от Чёрного Пса о государственном проекте «Часовой», который был активен в советское время и во время которого возводились сооружения, защищающие страну от нечистой силы, но проект был заброшен во время Перестройки. Последним участником проекта, следящим за его исполнением, был недавно погибший Андрей Радов. Его внук, которого также зовут Андрей Радов, и который унаследовал от деда место Инока, хранителя фамильного креста, инкрустированного магическими камнями Силы, ищет Бесобоя, так как Магистр убедил его, что тот убил его деда. Приняв красную таблетку, полученную от Магистра, Андрей нападает на Бесобоя у метро, но тот его вырубает, а демоны Аваддона Безжалостного, с которыми Магистр заключил договор, нападают на церковь святого Доминика и забирают фолиант «Молот ведьм», необходимый Магистру.

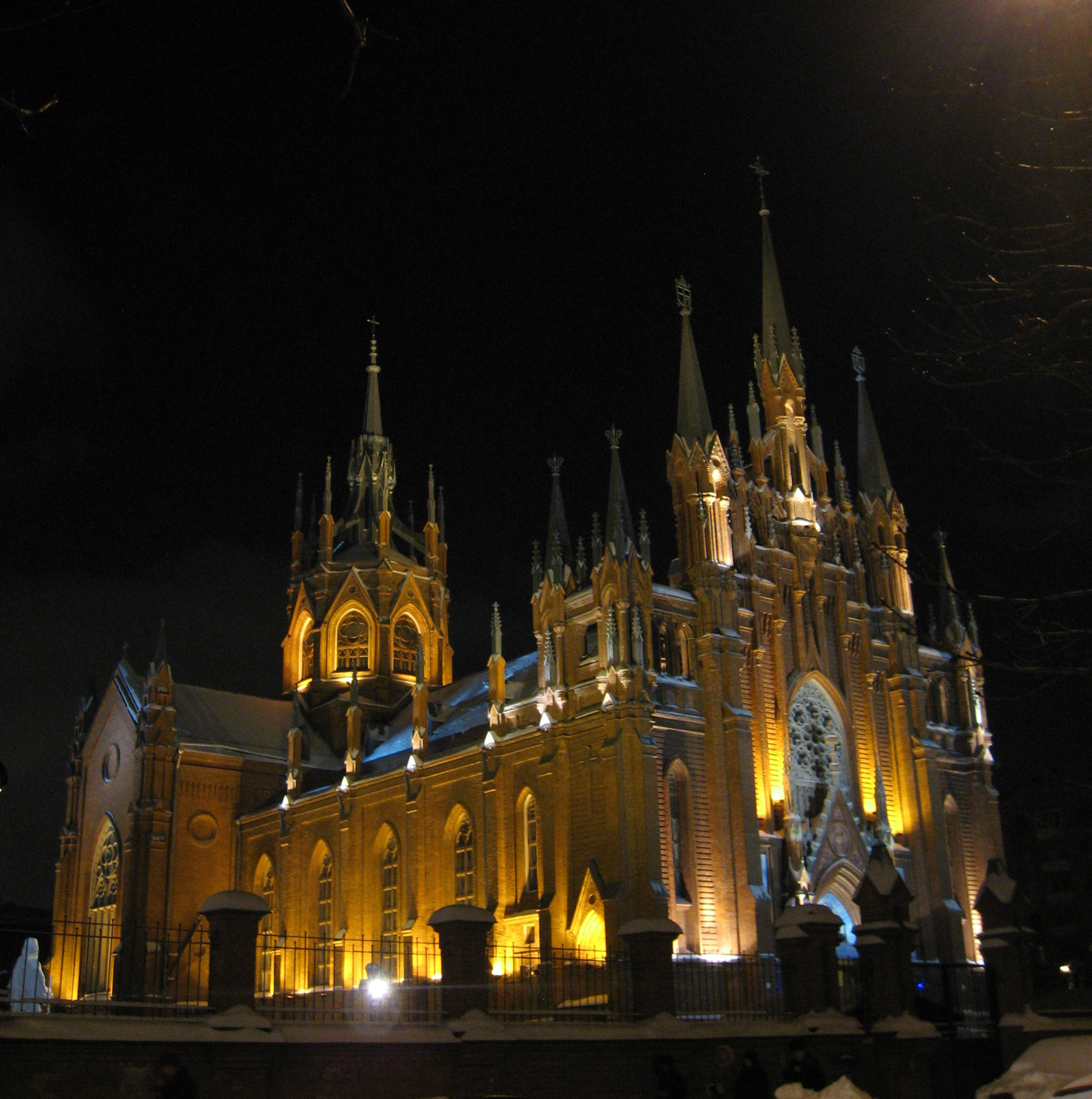
Собор Непорочного Зачатия Пресвятой Девы Марии, где происходит финальная схватка комикса

Бесобой допрашивает Андрея, но тот в ответ язвит, что Бесобою не понять потери близких, из-за чего Бесобой приходит в бешенство и жестоко его избивает. Его успевает остановить Шмыг, бес-перебежчик из Ада и напарник Бесобоя, который сообщает, что души погибшей семьи Бесобоя находятся во владении легиона демонов-даштаров. Андрей сбегает, улучив момент, а Бесобой направляется к Магистру. Магистр не может извлечь камень Силы из фолианта — в нём заточён дух Генрикуса Инститора. Бесобой врывается к нему и узнаёт о сделке Магистра с демонами. Впоследствии является и Андрей и застаёт Бесобоя со связанным Магистром. Злодей уговаривает его открыть «Молот ведьм», чтобы великий инквизитор мог определить, кто тут зло, и Инститор указывает на Бесобоя. Нападают демоны, и когда Бесобой защищает Инока от них, Андрей понимает, что он не виноват в смерти его деда.
Чтобы забрать камень, Магистр похищает Ксению Алёхину, девушку Андрея. Инок и Бесобой прибывают в храм, где Магистр воскрешает Инститора, и видят, что он вселился в тело Ксюши. Андрей изгоняет из неё Инститора святой водой. Начинает действовать таблетка, которую принял Андрей — это был анаболик «Ярость демона». Препарат даёт огромную силу и способность регенерировать принявшему, но превращает его в демона и лишает рассудка, а вернуть себе разум и вид он может только кого-то убив. В итоге Андрей возвращает свой облик, случайно убив Ксюшу. Бесобой уводит его из церкви, пока не приехала полиция, Аваддон готовит ответный удар, а Магистр радуется полученному камню Силы. В истории «Старый друг» показано прошлое Инститора.

## История создания

### Авторский состав
Автором комикса выступил Артём Габрелянов, основатель издательства Bubble Comics, в соавторстве с Евгением Федотовым и Наталией Девовой, которая позднее прославится тем, что станет автором серий «Экслибриум» и «Союзники». На момент выхода кроссовера Артём Габрелянов и Евгений Федотов были основными сценаристами серии «Бесобой», и, кроме того, они оба разрабатывали концепцию «Инока». Впоследствии Габрелянов курировал серию «Инок», которую до выхода «Инока против Бесобоя» покинул её сценарист, писатель Алексей Гравицкий, на замену которому пришла Наталия Девова. Кроссовер стал первой работой Девовой в издательстве, после чего она стала писать и последующие выпуски «Инока», перерабатывая его концепцию. По её словам, первоначально сценарии для «Инока против Бесобоя» приходилось писать по синопсисам, автором которых был Габрелянов: «мне давали краткий пересказ главы, я расписывала его в полноценный сценарий».
Художником непосредственно выпусков «Инока против Бесобоя» выступил Эдуард Петрович, в третьем выпуске работавший совместно с Андреем Родиным. На стилистику рисунка Петровича сильно повлияло творчество американского художника Джо Мадурейры, наиболее известного по работе над комиксами Darksiders: The Abomination Vault и Uncanny X-Men. В своих первых работах Петрович страдал от тяги к излишнему перфекционизму: «Не было ни навыка заканчивать начатое, ни навыка борьбы с перфекционизмом. Переделывал, переделывал и переделывал…». Выпуски, относившиеся к событию «Инок против Бесобоя», но не включающиеся в саму мини-серию, иллюстрировали разные художники: Артём Бизяев рисовал выпуски «Бесобоя», которые входили в кроссовер, а Олег Окунев — «Инока». Бизяев ранее был художником «Инока», а Окунев — «Красной Фурии».

### Разработка и образы персонажей
«Инок против Бесобоя» — это первый сюжет комиксов Bubble, затрагивающий более одной из их выходящих серий, и объединяет события комиксов «Бесобой» и «Инок». Кроссовер образован по образцу кроссоверов из американских комиксовых вселенных издательств Marvel и DC. Артём Габрелянов, основатель издательства Bubble и сценарист комикса, объясняет пересечение историй именно Андрея Радова и Бесобоя тем, что они обе завязаны на сверхъестественном, на паранормальном. Кроме того, это объясняется и контрастом самих характеров персонажей: Радов молод и горяч, а Бесобой сдержан и опытен. Внешний вид для выдуманной католической церкви святого Доминика, в которой проходила битва демонов и священников за «Молот ведьм», создавалась 3D-моделлером Павлом Галицки на основе реально существующих храмов: храма Святого Эндрю в Чикаго, США, и Кёльнского собора в Кёльне, Германия.
Был также немного изменён дизайн персонажей. Бесобою дали длинный плащ, который стал частью его образа и после кроссовера, а Иноку поменяли дизайн, так как авторы пришли к выводу, что ему нужно будет где-то носить камни Силы, которые он вытащил из креста. Авторы хотели дать ему перчатки, в которые бы вставлялись камни, а также повязку на лоб с камнем, но от повязки отказались, так как она показалась им слишком комичной. Поскольку из всех первых четырёх линеек Bubble хуже всего продавались «Инок» и «Красная Фурия», было принято решение облегчить историю «Инока», избавившись от религиозно-православных и исторических элементов. «Инок против Бесобоя» впоследствии стал поводом для изменения концепции «Инока».

### Издание
Анонсирован кроссовер был в ноябре 2013 года на фестивале «День Открытых Миров» Артёмом Габреляновым, также на презентации были показаны обновлённые персонажи — Инок и Бесобой — и новый злодей Генрикус Инститор, который, как утверждалось, должен был оказать большое влияние на историю вселенной Bubble. Первый выпуск «Инока против Бесобоя» вышел 28 декабря 2013, второй — 28 января 2014 года, а третий и заключительный — 27 февраля 2014 года. Почти через год, 23 марта 2015 года, «Инок против Бесобоя» был полностью опубликован в составе сборника-тома вместе с выпусками «Инока» № 15—17 и «Бесобоя» № 15—17, входящими в кроссовер. Промо-ролик к «Иноку против Бесобоя» снял режиссёр Владимир Беседин, в то время известный по развлекательной сатирической программе «Шоу Гаффи Гафа» на YouTube. Впоследствии он также снял промо-ролик ко «Времени Ворона», следующему глобальному кроссоверу Bubble, а позже срежиссировал пробный короткометражный фильм про майора Грома, который стал первой экранизацией комиксов Bubble.

## Отзывы и критика
Критики отмечали, что, несмотря на то, что кроссовер затрагивает как «Инока», так и «Бесобоя», стилистически и в плане антуража он всё-таки ближе к «Бесобою». GeekFreak счёл сюжет данного кроссовера противоречивым и излишне скомканным, но при этом одобрительно отозвался о динамичном экшене, и в этом плане, как показалось автору рецензии, комикс ближе к «Бесобою», нежели к «Иноку»; рисунок выпусков «Бесобоя» кроссовера напомнил рецензенту рисунок ранних глав «Инока», а рисунок выпусков «Инока» кроссовера — комиксы середины 90-х. Алексей Замский, рецензент SpiderMedia.ru, рассматривавший кроссовер в контексте «Инока», отмечал, что из-за того, что «кроссовер происходит на эстетической территории» «Бесобоя», который во многом основан на стереотипном демонобойстве западной массовой культуры, этот комикс сложно воспринимать как логичное продолжение «Инока», основанного на русской культуре, и читатель, знакомый прежде только с «Иноком», «явно почувствует себя не в своей тарелке», а сам конфликт между героями счёл натянутым. Евгений Еронин, другой рецензент SpiderMedia.ru, обсуждая «Бесобоя» через два года после начала выхода комикса, отметил, что к «Иноку против Бесобоя» сценарный уровень Bubble сильно вырос, вселенная комиксов уже устоялась, а сам конфликт между Иноком и Бесобоем написан по всем правилам и законам жанра, при этом оставаясь последовательным и логичным. Евгений Кольчугин отметил иллюстрации Бизяева для «бесобоевской» части кроссовера, который своей резкостью и угловатостью хорошо подходит для мрачной атмосферы «Бесобоя».
Олег Ершов, обозреватель портала ComicsBoom, пишет, что первая сюжетная арка «Инока», «Проданная реликвия», была фактически завершённым сюжетом, и что решение Габрелянова продолжить его, напомнив Радову о смерти его деда и внушив ему жажду мести — неплохое решение, чтобы развить историю. Противостояние двух протагонистов Ершов счёл сюжетно обоснованным. Единственной серьёзной проблемой «Инока против Бесобоя» рецензент считает то, что арка оказалась слишком короткой, из-за чего ставки, стоящие перед Радовым, читатель не ощущает в полной мере. По мнению автора рецензии, эту проблему можно было решить, посвятив лишний выпуск мирной жизни Андрея и его отношениям с Ксюшей. Кроме того, ему не очень понравился рисунок Окунева, но в то же время он высоко оценил работу Артёма Бизяева, Эдуарда Петровича и Андрея Родина. Алексей Ионов с DTF, наоборот, счёл противостояние двух героев банальным, сравнив с фильмом «Бэтмен против Супермена», но хорошо отозвался о последствиях этого кроссовера для «Инока», в результате чего серия стала более оригинальной и яркой. С этим же фильмом сравнил комикс и журнал «Мир фантастики», но при этом отметил, что комикс вышел на два года раньше фильма.

### Коллекционные издания
- Инок против Бесобоя. — Bubble Comics, Март 2015. — Т. 3; Инок — (№ 15—17), Бесобой — (№ 15—17), Инок против Бесобоя (№ 1—3) и доп. материалы.. — 302 с. — (Инок, Бесобой). — ISBN 978-5-9906506-0-2.